# Paranerita patara
Paranerita patara är en fjärilsart som beskrevs av Druce 1896. Paranerita patara ingår i släktet Paranerita och familjen björnspinnare. Inga underarter finns listade i Catalogue of Life.